# Omiodes decisalis
Omiodes decisalis là một loài bướm đêm trong họ Crambidae.